# 官林镇
官林镇，是中华人民共和国江苏省无锡市宜兴市下辖的一个乡镇级行政单位。，镇域面积104.58平方公里，人口7.26万。

## 行政区划
官林镇下辖以下地区：
官林社区、丰义社区、凌霞村、官林村、隔湖村、笠渎村、义庄村、滨湖村、都山村、前城村、白茫村、杨舍村、桂芳村、钮家村、南庄村、丰义村、大儒村、东尧村、韶巷村和戈庄村。